# Dunajská knížectví

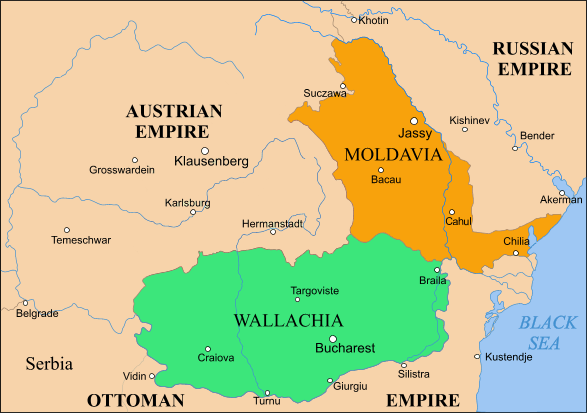
Mapa Moldávie a sousedního Valašska v druhé polovině 19. století.

Dunajská knížectví (rumunsky: Principatele Dunărene) je neformální označení Moldávie a Valašska – státních útvarů existujících v období 14. až 19. století. V roce 1858 získala autonomii a následující rok vytvořila společnou dualistickou unii s názvem Spojené knížectví Valašska a Moldávie a následně v roce 1861 byla sjednocena v Rumunské knížectví. Byl tak položen základ pro vznik novodobého Rumunska, které bylo v roce 1881 povýšeno na království.